# Wereldkampioenschappen roeien/Dubbel twee
Op de wereldkampioenschappen roeien is dubbel twee een van de onderdelen. In de dubbel twee zitten twee roeiers met ieder twee riemen.
De dubbel twee stond vanaf het begin van de wereldkampioenschappen roeien op het programma. Omdat dit onderdeel tot het Olympisch roeiprogramma behoort staat het alleen tijdens niet-Olympische jaren op het WK-programma.

## Medaillewinnaars

### Mannen
| Jaar | Plaats              | Goud                                                                  | Zilver                                                            | Brons                                                            |
| 1962 | Luzern              | Frankrijk René Duhamel Bernard Monnereau                              | Sovjet-Unie Boris Doebrovsky Oleg Tjoerin                         | West-Duitsland Jost Krause-Wichmann Josef Steffes-Mies           |
| 1966 | Bled                | Zwitserland Melchior Bürgin Martin Studach                            | Verenigde Staten Seymour Cromwell James Storm                     | Duitse Democratische Republiek Manfred Haake Jochen Brückhändler |
| 1970 | St. Catharines      | Denemarken Jörgen Engelbrecht Niels Secher                            | Duitse Democratische Republiek Hans-Ulrich Schmied Joachim Böhmer | Verenigde Staten John van Blom Thomas McKibbon                   |
| 1974 | Luzern              | Duitse Democratische Republiek Christof Kreuziger Hans-Ulrich Schmied | Noorwegen Alf Hansen Frank Hansen                                 | Verenigd Koninkrijk Chris Baillieu Michael Hart                  |
| 1975 | Nottingham          | Noorwegen Alf Hansen Frank Hansen                                     | Duitse Democratische Republiek Joachim Dreifke Jürgen Bertow      | Verenigd Koninkrijk Chris Baillieu Michael Hart                  |
| 1977 | Amsterdam           | Verenigd Koninkrijk Chris Baillieu Michael Hart                       | Duitse Democratische Republiek Hans-Ulrich Schmied Rüdiger Reiche | Sovjet-Unie Gennadi Korsjikov Evgeni Shorniy                     |
| 1978 | Hamilton            | Noorwegen Alf Hansen Frank Hansen                                     | Verenigd Koninkrijk Chris Baillieu Michael Hart                   | Zwitserland Bruno Saile Jürg Weitnauer                           |
| 1979 | Bled                | Noorwegen Alf Hansen Frank Hansen                                     | Tsjecho-Slowakije Zdenek Pecka Vaclav Vochoska                    | Duitse Democratische Republiek Uwe Heppner Martin Winter         |
| 1981 | München             | Duitse Democratische Republiek Klaus Kröppelien Joachim Dreifke       | Finland Pertti Karppinen R. Karppinen                             | Noorwegen Rolf Bernt Thorsen Alf Hansen                          |
| 1982 | Luzern              | Noorwegen Rolf Bent Thorsen Alf Hansen                                | Duitse Democratische Republiek Klaus Kröppelien Joachim Dreifke   | Tsjecho-Slowakije Zdenek Pecka Vaclav Vochoska                   |
| 1983 | Duisburg            | Duitse Democratische Republiek Thomas Lange Uwe Heppner               | Noorwegen Rolf Bent Thorsen Alf Hansen                            | West-Duitsland Andreas Schmelz Georg Agrikola                    |
| 1985 | Hazewinkel          | Duitse Democratische Republiek Thomas Lange Uwe Heppner               | Sovjet-Unie Tschuprina Selikowitsch                               | Zwitserland Jürg Weitnauer Urs Steinemann                        |
| 1986 | Nottingham          | Italië Alberto Belgeri Igor Pescialli                                 | Bulgarije Vasil Radew Kamburgski                                  | Duitse Democratische Republiek Andreas Hajek Uwe Heppner         |
| 1987 | Kopenhagen          | Bulgarije Vasil Radew Danatil Jordanow                                | West-Duitsland Andreas Schmelz Ralf Thienel                       | Duitse Democratische Republiek Uwe Heppner Uwe Sägling           |
| 1989 | Bled                | Noorwegen Lars Bjoeness Rolf Bent Thorsen                             | Nederland Ronald Florijn Nico Rienks                              | Oostenrijk Christoph Zerbst Arnold Jonke                         |
| 1990 | Barrington          | Oostenrijk Christoph Zerbst Arnold Jonke                              | Duitse Democratische Republiek Stefan Ullrich Thomas Lange        | Australië Peter Antonie Paul Reedy                               |
| 1991 | Wenen               | Nederland Henk-Jan Zwolle Nico Rienks                                 | Sovjet-Unie Leonid Schaposchnikow Udis Lasmanis                   | Duitsland André Steiner Oliver Grüner                            |
| 1993 | Račice              | Frankrijk Yves Lamargue Samuel Barathay                               | Noorwegen Rolf Bent Thorsen Lars Bjoeness                         | Duitsland Peter Uhrig Christian Handle                           |
| 1994 | Indianapolis        | Noorwegen Rolf Bent Thorsen Lars Bjoeness                             | Duitsland Peter Uhrig Christian Handle                            | Frankrijk Yves Lamargue Samuel Barathay                          |
| 1995 | Tampere             | Denemarken Lars Christensen Martin Haldbo Hansen                      | Duitsland André Steiner Stephan Volkert                           | Noorwegen Steffen Stoerseth Kjetil Undseth                       |
| 1997 | Aiguebelette-le-Lac | Duitsland Stephan Volkert Andreas Hajek                               | Noorwegen Steffen Stoerseth Kjetil Undseth                        | Australië Markus Free Duncan Free                                |
| 1998 | Keulen              | Duitsland Stephan Volkert Andreas Hajek                               | Noorwegen Steffen Stoerseth Kjetil Undseth                        | Polen Adam Korol Marek Kolbowicz                                 |
| 1999 | St. Catharines      | Slovenië Luka Špik Iztok Čop                                          | Duitsland Stefan Röhnert Sebastian Mayer                          | Noorwegen Olaf Tufte Fredrik Brekken                             |
| 2001 | Luzern              | Hongarije Akos Haller Tibor Petoe                                     | Frankrijk Adrien Hardy Sébastien Vieilledent                      | Italië Rossano Galtarossa Alessio Sartori                        |
| 2002 | Sevilla             | Hongarije Akos Haller Tibor Petoe                                     | Italië Agostino Abbagnale Franco Berra                            | Duitsland André Willms Andreas Hajek                             |
| 2003 | Milaan              | Frankrijk Sebastien Vieilledent Adrien Hardy                          | Italië Rossano Galtarossa Alessio Sartori                         | Tsjechië Milan Dolecek Jr Ondřej Synek                           |
| 2005 | Gifu                | Slovenië Luka Špik Iztok Čop                                          | Italië Federico Gattinoni Luca Ghezzi                             | Tsjechië Christian Schreiber Rene Burmeister                     |
| 2006 | Eton                | Frankrijk Jean-Baptiste Macquet Adrien Hardy                          | Slovenië Luka Špik Iztok Čop                                      | Verenigd Koninkrijk Matthew Wells Stephen Rowbotham              |
| 2007 | München             | Slovenië Luka Špik Iztok Čop                                          | Frankrijk Jean-Baptiste Macquet Adrien Hardy                      | Estland Tonu Endrekson Juri Jaanson                              |
| 2009 | Poznań              | Verenigd Koninkrijk Eric Knittel Stephan Krueger                      | Frankrijk Julien Bahain Cedric Berrest                            | Estland Allar Raja Kaspar Taimsoo                                |
| 2010 | Hamilton            | Nieuw-Zeeland Nathan Cohen Joseph Sullivan                            | Verenigd Koninkrijk Matthew Wells Marcus Bateman                  | Frankrijk Cedric Berrest Julien Bahain                           |
| 2011 | Bled                | Nieuw-Zeeland Nathan Cohen Joseph Sullivan                            | Duitsland Hans Gruhne Stephan Krüger                              | Frankrijk Cédric Berrest Julien Bahain                           |
| 2013 | Chungju             | Noorwegen Nils Jakob Hoff Kjetil Borch                                | Litouwen Rolandas Maščinskas Saulius Ritter                       | Italië Francesco Fossi Romano Battisti                           |
| 2014 | Amsterdam           | Kroatië Martin Sinković Valent Sinković                               | Italië Francesco Fossi Romano Battisti                            | Australië James McRae Alexander Belonogoff                       |
| 2015 | Aiguebelette-le-Lac | Kroatië Martin Sinković Valent Sinković                               | Litouwen Rolandas Maščinskas Saulius Ritter                       | Noorwegen Robbie Manson Chris Harris                             |
| 2017 | Sarasota            | Nieuw-Zeeland John Storey Chris Harris                                | Polen Mirosław Ziętarski Mateusz Biskup                           | Italië Filippo Mondelli Luca Rambaldi                            |
| 2018 | Plovdiv             | Frankrijk Hugo Boucheron Matthieu Androdias                           | Zwitserland Barnabé Delarze Roman Röösli                          | Nieuw-Zeeland John Storey Chris Harris                           |
| 2019 | Ottensheim          | China Liu Zhiyu Zhang Liang                                           | Ierland Philip Doyle Ronan Byrne                                  | Polen Mirosław Ziętarski Mateusz Biskup                          |
| 2021 | Shanghai            | Afgelast vanwege de coronapandemie                                    | Afgelast vanwege de coronapandemie                                | Afgelast vanwege de coronapandemie                               |
| 2022 | Račice              | Frankrijk Hugo Boucheron Matthieu Androdias                           | Spanje Aleix García Rodrigo Conde                                 | Australië David Bartholot Caleb Antill                           |
| 2023 | Belgrado            | Nederland Melvin Twellaar Stef Broenink                               | Kroatië Martin Sinković Valent Sinković                           | Ierland Daire Lynch Philip Doyle                                 |

### Vrouwen
| Jaar | Plaats              | Goud                                                           | Zilver                                                        | Brons                                                         |
| 1974 | Luzern              | Sovjet-Unie Jelena Antonowa Galina Jermolajewa                 | West-Duitsland Astrid Hohl Regine Adam                        | Duitse Democratische Republiek Medefindt Rita Schmidt         |
| 1975 | Nottingham          | Sovjet-Unie Jelena Antonowa Galina Jermolajewa                 | Duitse Democratische Republiek Sabine Jahn Petra Boesler      | Bulgarije Svetla Otsetova Sdravka Jordanova                   |
| 1977 | Amsterdam           | Duitse Democratische Republiek Anke Borchmann Roswitha Zobelt  | Bulgarije Svetla Otsetova Sdravka Jordanova                   | Verenigde Staten Hills Hansen                                 |
| 1978 | Hamilton            | Bulgarije Svetla Otsetova Sdravka Jordanova                    | Sovjet-Unie Parschjonowa Leonora Kaminskaite                  | Verenigde Staten Hills Hansen                                 |
| 1979 | Bled                | Duitse Democratische Republiek Cornelia Linse Heidi Westphal   | Bulgarije Svetla Otsetova Sdravka Jordanova                   | Roemenië Valeria Racila Olga Homeghi                          |
| 1981 | München             | Sovjet-Unie Margarita Kokarewischa Antonina Machina            | Duitse Democratische Republiek Kirst Jutta Hampe              | Bulgarije Iskra Welinowa Anka Bakowa                          |
| 1982 | Luzern              | Sovjet-Unie Jelena Bratischko Antonina Machina                 | Duitse Democratische Republiek Kerstin Kirst Martina Schröter | Canada Janice Mason Lisa Roy                                  |
| 1983 | Duisburg            | Duitse Democratische Republiek Jutta Schenk Martina Schröter   | Sovjet-Unie Jelena Bratischko Antonina Machina                | Roemenië Marioara Ciobanu Elisabeta Oleniuc                   |
| 1985 | Hazewinkel          | Duitse Democratische Republiek Sylvia Schwabe Martina Schröter | Roemenië Marioara Popescu Elisabeta Oleniuc                   | Bulgarije Georgiewa Violeta Ninowa                            |
| 1986 | Nottingham          | Duitse Democratische Republiek Sylvia Schwabe Beate Schramm    | Roemenië Veronica Cogeanu Elisabeta Lipă                      | Nieuw-Zeeland Robin Clarke Stephanie Cooper-Foster            |
| 1987 | Kopenhagen          | Bulgarije Stefka Madina Violeta Ninowa                         | Roemenië Liliana Genes Elisabeta Lipă                         | Verenigde Staten Anne R. Marden Barbara Ann Kirch             |
| 1989 | Bled                | Duitse Democratische Republiek Jana Sorgers Beate Schramm      | Roemenië Veronica Cochela Elisabeta Lipă                      | Bulgarije Alexandrowa Magdalena Georgiewa                     |
| 1990 | Barrington          | Duitse Democratische Republiek Kathrin Boron Beate Schramm     | Sovjet-Unie Ina Frolowa Tatjana Ustodgonino                   | Verenigde Staten Alison Townley Kris Karlson                  |
| 1991 | Wenen               | Duitsland Kathrin Boron Beate Schramm                          | Roemenië Elisabeta Lipă Anisoara Dobre                        | Sovjet-Unie Saria Sakirowa Jekaterina Chodotowitsch           |
| 1993 | Račice              | Nieuw-Zeeland Philippa Baker Brenda Lawson                     | Duitsland Kerstin Köppen Kathrin Boron                        | Bulgarije Galina Kamenowa Daniela Oronowa                     |
| 1994 | Indianapolis        | Nieuw-Zeeland Philippa Baker Brenda Lawson                     | Canada Kathleen Heddle Marnie McBean                          | Duitsland Angela Schuster Jana Thieme                         |
| 1995 | Tampere             | Canada Marnie McBean Kathleen Heddle                           | Nederland Irene Eys Eeke van Nes                              | Nieuw-Zeeland Philippa Baker Brenda Lawson                    |
| 1997 | Aiguebelette-le-Lac | Duitsland Kathrin Boron Meike Evers                            | Verenigd Koninkrijk Miriam Batten Gillian Lindsay             | Roemenië Viorica Susanu Liliana Gafencu                       |
| 1998 | Keulen              | Verenigd Koninkrijk Miriam Batten Gillian Lindsay              | Nederland Eeke van Nes Pieta van Dishoeck                     | Roemenië Ioana Olteanu Doina Ignat                            |
| 1999 | St. Catharines      | Duitsland Jana Thieme Kathrin Boron                            | China Lin Liu Xioyun Zhang                                    | Nederland Eeke van Nes Pieta van Dishoeck                     |
| 2001 | Luzern              | Duitsland Kathrin Boron Kerstin Kowalski                       | Nieuw-Zeeland Georgina Evers-Swindell Caroline Evers-Swindell | Wit-Rusland Jekaterina Karsten Wolha Berasniowa               |
| 2002 | Sevilla             | Nieuw-Zeeland Georgina Evers-Swindell Caroline Evers-Swindell  | Rusland Larissa Merk Irina Fedotowa                           | Italië Elisabetta Sancassani Gabriella Bascelli               |
| 2003 | Milaan              | Nieuw-Zeeland Georgina Evers-Swindell Caroline Evers-Swindell  | Duitsland Kathrin Boron Britta Oppelt                         | Rusland Larissa Merk Irina Fedotowa                           |
| 2005 | Gifu                | Nieuw-Zeeland Georgina Evers-Swindell Caroline Evers-Swindell  | Bulgarije Roemjana Nejkova Miglena Markova                    | Australië Amber Bradley Sally Kehoe                           |
| 2006 | Eton                | Australië Liz Kell Brooke Pratley                              | Duitsland Britta Oppelt Susanne Schmidt                       | Nieuw-Zeeland Georgina Evers-Swindell Caroline Evers-Swindell |
| 2007 | München             | China Qin Li Liang Tian                                        | Nieuw-Zeeland Georgina Evers-Swindell Caroline Evers-Swindell | Verenigd Koninkrijk Elise Laverick Anna Bebington             |
| 2009 | Poznań              | Polen Magdalena Fularczyk Julia Michalska                      | Verenigd Koninkrijk Anna Bebington Annabel Vernon             | Bulgarije Roemjana Nejkova Miglena Markova                    |
| 2010 | Hamilton            | Verenigd Koninkrijk Anna Bebington Katherine Grainger          | Australië Kerry Hore Kim Crow                                 | Polen Magdalena Fularczyk Julia Michalska                     |
| 2011 | Bled                | Verenigd Koninkrijk Anna Watkins Katherine Grainger            | Australië Kerry Hore Kim Crow                                 | Nieuw-Zeeland Fiona Paterson Anna Reymer                      |
| 2013 | Chungju             | Litouwen Donata Vištartaitė Milda Valčiukaitė                  | Nieuw-Zeeland Fiona Bourke Zoe Stevenson                      | Wit-Rusland Ekaterina Karsten Yuliya Bichyk                   |
| 2014 | Amsterdam           | Nieuw-Zeeland Fiona Bourke Zoe Stevenson                       | Polen Magdalena Fularczyk Natalia Madaj                       | Australië Olympia Aldersey Sally Kehoe                        |
| 2015 | Aiguebelette-le-Lac | Nieuw-Zeeland Eve MacFarlane Zoe Stevenson                     | Griekenland Aikaterini Nikolaidou Sofia Asoumanaki            | Duitsland Julia Lier Mareike Adams                            |
| 2017 | Sarasota            | Nieuw-Zeeland Brooke Donoghue Olivia Loe                       | Verenigde Staten Meghan O'Leary Ellen Tomek                   | Australië Olympia Aldersey Madeleine Edmunds                  |
| 2018 | Plovdiv             | Litouwen Milda Valčiukaitė Ieva Adomavičiūtė                   | Nieuw-Zeeland Brooke Donoghue Olivia Loe                      | Verenigde Staten Meghan O'Leary Ellen Tomek                   |
| 2019 | Ottensheim          | Nieuw-Zeeland Brooke Donoghue Olivia Loe                       | Roemenië Nicoleta-Ancuța Bodnar Simona Radiș                  | Nederland Roos de Jong Lisa Scheenaard                        |
| 2021 | Shanghai            | Afgelast vanwege de coronapandemie                             | Afgelast vanwege de coronapandemie                            | Afgelast vanwege de coronapandemie                            |
| 2022 | Račice              | Roemenië Nicoleta-Ancuța Bodnar Simona Radiș                   | Nederland Roos de Jong Laila Youssifou                        | Ierland Sanita Pušpure Zoe Hyde                               |
| 2023 | Belgrado            | Roemenië Nicoleta-Ancuța Bodnar Simona Radiș                   | Litouwen Donata Karalienė Dovilė Rimkutė                      | Verenigde Staten Kristina Wagner Sophia Vitas                 |

## Medaillespiegel

### Mannen
| Plaats | Land                           | Goud | Zilver | Brons | Totaal |
| 1      | Noorwegen                      | 7    | 5      | 4     | 16     |
| 2      | Frankrijk                      | 6    | 3      | 3     | 12     |
| 3      | Duitse Democratische Republiek | 4    | 5      | 4     | 13     |
| 4      | Slovenië                       | 3    | 1      | 0     | 4      |
| 5      | Nieuw-Zeeland                  | 3    | 0      | 1     | 4      |
| 6      | Duitsland                      | 2    | 4      | 3     | 9      |
| 7      | Verenigd Koninkrijk            | 2    | 2      | 3     | 7      |
| 8      | Kroatië                        | 2    | 1      | 0     | 3      |
| 8      | Nederland                      | 2    | 1      | 0     | 3      |
| 10     | Denemarken                     | 2    | 0      | 0     | 2      |
| 10     | Hongarije                      | 2    | 0      | 0     | 2      |
| 12     | Italië                         | 1    | 4      | 3     | 8      |
| 13     | Zwitserland                    | 1    | 1      | 2     | 4      |
| 14     | Bulgarije                      | 1    | 1      | 0     | 2      |
| 15     | Oostenrijk                     | 1    | 0      | 1     | 2      |
| 16     | China                          | 1    | 0      | 0     | 1      |
| 17     | Sovjet-Unie                    | 0    | 3      | 1     | 4      |
| 18     | Litouwen                       | 0    | 2      | 0     | 2      |
| 19     | West-Duitsland                 | 0    | 1      | 2     | 3      |
| 20     | Tsjechoslowakije               | 0    | 1      | 1     | 2      |
| 20     | Verenigde Staten               | 0    | 1      | 1     | 2      |
| 20     | Polen                          | 0    | 1      | 2     | 3      |
| 20     | Ierland                        | 0    | 1      | 1     | 2      |
| 24     | Finland                        | 0    | 1      | 0     | 1      |
| 24     | Spanje                         | 0    | 1      | 0     | 1      |
| 26     | Australië                      | 0    | 0      | 4     | 4      |
| 27     | Tsjechië                       | 0    | 0      | 2     | 2      |
| 27     | Estland                        | 0    | 0      | 2     | 2      |
| Totaal | Totaal                         | 40   | 40     | 40    | 120    |

### Vrouwen
| Plaats | Land                           | Goud | Zilver | Brons | Totaal |
| 1      | Nieuw-Zeeland                  | 9    | 4      | 4     | 17     |
| 2      | Duitse Democratische Republiek | 7    | 3      | 1     | 11     |
| 3      | Duitsland                      | 4    | 3      | 2     | 9      |
| 4      | Sovjet-Unie                    | 4    | 3      | 1     | 8      |
| 5      | Verenigd Koninkrijk            | 3    | 2      | 1     | 6      |
| 6      | Roemenië                       | 2    | 6      | 4     | 12     |
| 7      | Bulgarije                      | 2    | 3      | 6     | 11     |
| 8      | Litouwen                       | 2    | 1      | 0     | 3      |
| 8      | Australië                      | 1    | 2      | 3     | 6      |
| 9      | Canada                         | 1    | 1      | 1     | 3      |
| 9      | Polen                          | 1    | 1      | 1     | 3      |
| 11     | China                          | 1    | 1      | 0     | 2      |
| 13     | Nederland                      | 0    | 3      | 2     | 5      |
| 14     | Verenigde Staten               | 0    | 1      | 6     | 7      |
| 15     | Rusland                        | 0    | 1      | 1     | 2      |
| 16     | West-Duitsland                 | 0    | 1      | 0     | 1      |
| 16     | Griekenland                    | 0    | 1      | 0     | 1      |
| 18     | Wit-Rusland                    | 0    | 0      | 2     | 2      |
| 19     | Italië                         | 0    | 0      | 1     | 1      |
| 19     | Ierland                        | 0    | 0      | 1     | 1      |
| Totaal | Totaal                         | 37   | 37     | 37    | 111    |

Edities

1962 Luzern · 
1966 Bled · 
1970 St. Catharines · 
1974 Luzern · 
1975 Nottingham · 
1976 Villach · 
1977 Amsterdam · 
1978 Hamilton (alleen zwaar) · 
1978 Kopenhagen (alleen licht) · 
1979 Bled · 
1980 Hazewinkel · 
1981 München · 
1982 Luzern · 
1983 Duisburg · 
1984 Montréal · 
1985 Hazewinkel · 
1986 Nottingham · 
1987 Kopenhagen · 
1988 Milaan · 
1989 Bled · 
1990 Lake Barrington · 
1991 Wenen · 
1992 Montréal · 
1993 Račice · 
1994 Indianapolis · 
1995 Tampere · 
1996 Motherwell · 
1997 Aiguebelette · 
1998 Keulen · 
1999 St. Catharines · 
2000 Zagreb · 
2001 Luzern · 
2002 Sevilla · 
2003 Milaan · 
2004 Banyoles · 
2005 Gifu · 
2006 Eton · 
2007 München · 
2008 Ottensheim · 
2009 Poznań · 
2010 Hamilton · 
2011 Bled · 
2012 Plovdiv · 
2013 Chungju · 
2014 Amsterdam ·
2015 Aiguebelette ·
2016 Rotterdam ·
2017 Sarasota ·
2018 Plovdiv ·
2019 Ottensheim ·
2020 Bled ·
2021 Shanghai ·
2022 Račice ·
2023 Belgrado ·
2024 St. Catharines ·
2025 Shanghai · 
2026 Amsterdam

Onderdelen

Skiff · 
Lichte skiff · 
Dubbel twee · 
Lichte dubbel twee · 
Twee zonder · 
Lichte twee zonder · 
Twee met

Dubbel vier · 
Dubbel vier met · 
Lichte dubbel vier · 
Vier zonder · 
Lichte vier zonder · 
Vier met · 
Acht · 
Lichte acht